# Кеги, Адольф
Адольф Кеги (нем. Adolf Kaegi; 30 сентября 1849 — 14 февраля 1923) — швейцарский филолог.
Профессор Цюрихского университета. Специалист, с одной стороны, по древнегреческому языку, с другой — по санскриту. Опубликовал: «Kritische Geschichte des Spartanischen Staates von 500 bis 431 v. Chr.» (Лпц., 1873); «Siebenzig Lieder des Rigveda übersetzt» (в сотрудничестве с К. Гельднером и Р. Ротом, Тюб., 1875); «Der Rigveda, die älteste Literatur der Inder» (2 изд., Лпц., 1881); «Alter und Herkunft des german. Gottesurteils» (Цюр., 1887); «Die neunzahl bei den Ost-ariern» (Цюр., 1891). В своей «Griech. Schulgrammatik» (3 изд., Берл., 1892) и в ряде статей Кеги впервые в Германии выступил с попыткой упростить учебный материал; той же цели служат его «Griech. Uebungsbuch» (2 изд., ч. 1, Берлин, 1893) и «Kurzgefasste griech. Schulgrammatik» (Берл., 1893).